# Nchelenge
Nchelenge es una ciudad situada en la provincia de Luapula, Zambia,y se encuentra en la costa suroriental del lago Mweru. Está muy próxima  a Kashikishi, y se refieren a veces como Nchelenge-Kashikishi. Nchelenge es el centro administrativo de la parte zambiana del lago Mweru, siendo la sede del gobierno del distrito, mientras que Kashikishi es un centro comercial y pesquero. Tiene una población de 36.894 habitantes, según el censo de 2010.